# Autotomie

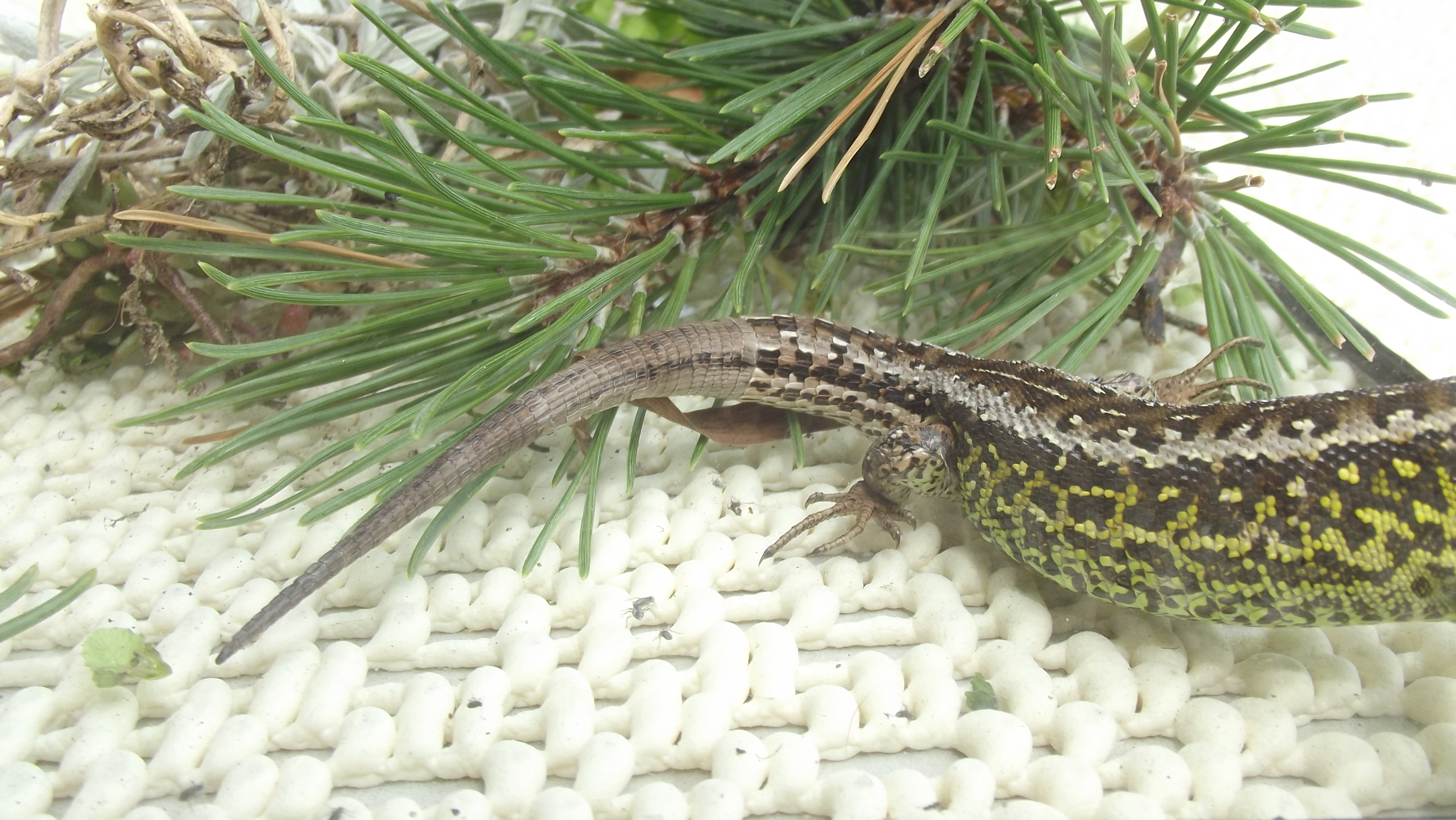
Nach Autotomie regenerierter Teil des Schwanzes (grau) einer Zauneidechse.

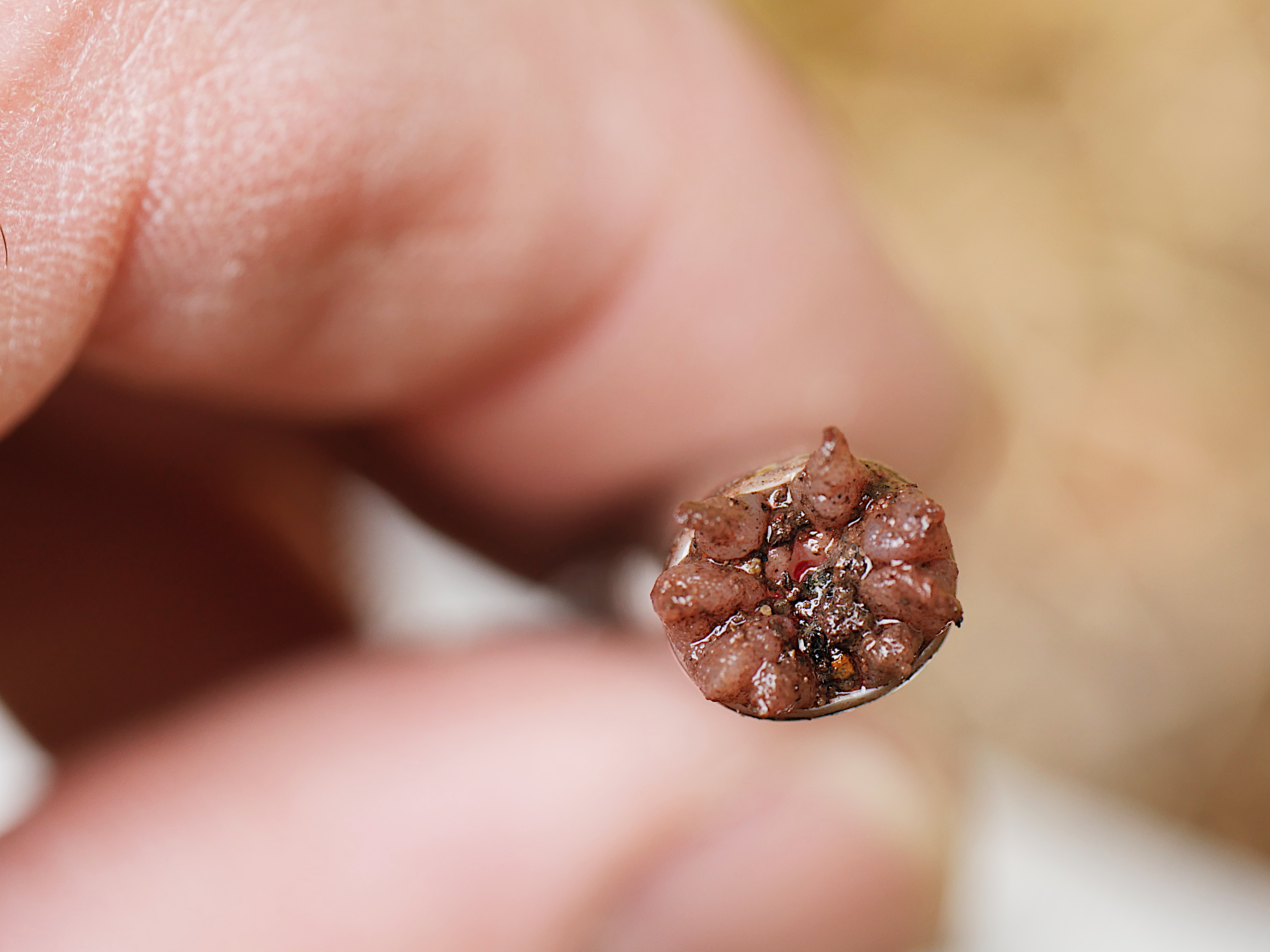
Abgeworfenener Schwanz einer ausgewachsenen Westlichen Blindschleiche, ca. 11 cm lang. Der Blick auf die Trennstelle zeigt die regelmäßige Anordnung der 8 radial angeordneten Muskelstränge.

Als Autotomie (altgriechisch αυτοτομία autotomía, deutsch ‚Selbst-Schneidung‘) bezeichnet man bei Tieren die Fähigkeit mancher Arten, bei Gefahr einen Körperteil abzuwerfen.
Je nach Tiergruppe wächst der abgeworfene Körperteil danach vollständig, unvollständig oder gar nicht nach (Regeneration).

## Beispiele
- Eidechsen können bei Gefahr ihren Schwanz abwerfen. Dieser bewegt sich noch mehrere Minuten nach dem Abwerfen und zieht so die Aufmerksamkeit des Fressfeinds auf sich, während die Eidechse flüchten kann. Meistens wächst der Schwanz nur in verkürzter Form nach. Gleiches können auch die Nattern der Unterfamilie Sibynophiinae. Bei ihnen wächst der Schwanz aber nicht nach.
- Zwei afrikanische Stachelmausarten, Acomys kempi und Acomys percivali, können einem Zugriff durch Räuber durch ihre ohne großen Widerstand abstreifbare Haut entgegenwirken. Sie sind die ersten Säugetiere, bei welchen die Autotomie der Haut nachgewiesen wurde.[2] Alle Schichten der verlorenen Haut können mit kaum bis keiner Narbenbildung inklusive Haarfollikeln, Schweißdrüsen und anderem vollständig regeneriert werden. Diese Eigenschaften werden derzeit auf Anwendung in der menschlichen Wundheilung hin untersucht.[3]
- Einige Schlafmäuse können ihre Schwanzhaut abstreifen, wenn sie daran gepackt werden, und so entkommen.[4]
- Regenwürmer und auch Schlammröhrenwürmer können einige Segmente ihres Körpers am Hinterende abtrennen, die später regeneriert werden.
- Nur bei einigen Arten der Weberknechte wachsen abgeworfene Beine wieder nach; deshalb sieht man oft Weberknechte mit weniger als acht Beinen.
- Viele Arten der Gespenstschrecken besitzen die Fähigkeit, Extremitäten an vorgesehenen Bruchstellen zwischen Schenkel und Schenkelring abzuwerfen und diese bei den nächsten Häutungen Stück für Stück wieder zu ersetzen.[5]
- Werden Harfenschnecken angegriffen, so werfen sie einen Teil des Fußes ab, der sich weiterhin bewegt und den Fressfeind ablenkt.
- Seesterne können einzelne Körperteile abschnüren. Sie sind auf diese Weise auch in der Lage, sich ungeschlechtlich fortzupflanzen, da aus abgeworfenen Teilen bei manchen Arten neue Individuen entstehen können (Fissiparie).
- Seegurken können Teile ihrer inneren Organe abschnüren und sie regenerieren.
- Larven der Gemeinen Binsenjungfer können ihre Kiemenblättchen bei Gefahr abwerfen. Sie regenerieren sich mit den folgenden Häutungen wieder.[6][7]
- 2021 wurde eine besonders weitgehende Autotomie bei Schlundsackschnecken entdeckt. Zwei Arten können an einer Sollbruchstelle den Großteil des Körpers samt Herz und Organen vom Kopf, der kriechfähig bleibt, abtrennen. Während der Regeneration über etwa 2 Wochen überlebt die Schnecke dank Photosynthese.[8][9]